# Wolfgang Böttcher (Maler)
Wolfgang Böttcher (* 19. März 1948 in Leipzig) ist ein deutscher Maler und Grafiker.

## Leben
Böttcher machte von 1964 bis 1966 eine Lehre als Akzidenzsetzer bei Offizin Andersen Nexö in Leipzig. 1966 bis 1971 studierte er bei Wolfgang Mattheuer und Werner Tübke an der Hochschule für Grafik und Buchkunst Leipzig (HGB). Nach seinem Dienst bei der Nationalen Volksarmee hatte er 1974 bis 1977 eine Aspirantur bei Gerhard Eichhorn in der Radierwerkstatt an der HGB. 1982 bis 1984 gehört er zu den 15 Künstlern, die bei Werner Tübke am Bauernkriegspanorama in Bad Frankenhausen mitarbeiteten. 1982 bis 1986 hatte er einen Fördervertrag als Maler und Zeichner mit der Universität Leipzig. 1987 unternahm er mit Gerald Müller-Simon und Gert Pötzschig eine Studienreise nach Havanna und Santiago di Cuba. Es folgten 1989 Aufenthalte in Paris und seitdem mehrfach in Oberitalien. 1990 gründete Böttcher mit seiner Frau, der Malerin Brigida Böttcher (* 1952), den Kunsthof Muschwitz in Lützen und war er Mitbegründer des bis 2019 existierenden Leipziger Kunstverein PIKANTA, dessen Ausstellungen er kuratierte. Er engagierte sich über viele Jahre ehrenamtlich für die Entwicklung von Kunst und Kultur im Leipziger Norden. Im Kunsthofs Muschwitz veranstaltet Böttcher mit seiner Frau regelmäßig Workshops für Berufskünstler und Laien.
Böttcher hatte in der DDR eine bedeutende Zahl von Einzelausstellungen und Ausstellungsbeteiligungen, u. a. von 1977 bis 1988 an der VIII. bis X. Kunstausstellung der DDR in Dresden.
Böttcher ist vor allem ein virtuoser Kupferstecher, zudem übt er die seltene grafische Technik der Eisenradierung aus. Er nennt sich selbst einen „Peintre-Graveur – einen Maler-Radierer“. Viele seiner Werke nehmen Bezug auf alte Meister und die italienische Kulturlandschaft, die er sich auf vielen Reisen vor Ort erschlossen hat. „...Meine Begegnung mit toten Freunden... Kulturelle Leistungen, auf die wir heute in Europa stolz sind, beruhen auf der Arbeit vergangener Generationen. Nach Besuchen großer Museen und Galerien - Rom, Dresden, Berlin, Mailand, Paris, Florenz u. a. m. beschleicht mich das Gefühlklein und erfolglos zu sein - allerdings stets angereichert, bereichert mit exemplarischem Augenfutter. Neben gestilltem Wissensdurst musste ich mir eine geeignete Portion Ignoranz zulegen oder eben ein dickes Fell wachsen lassen, um erfolgreich in Kupfer zu stechen, auf Zink zu radieren, auf Leinwand zu malen, auf Karton/Papier zu zeichnen...“ (Wolfgang Böttcher)
Er lebt und arbeitet mit seiner Frau in Muschwitz und Leipzig.
Werke Böttchers befinden sich u. a. im Leipziger Museum der bildenden Künste, im Lindenau-Museum Altenburg/Thüringen, im Kupferstichkabinett Berlin, im Diözesanmuseum Katowice und in den Sammlungen der Universitäten Leipzig und Halle.

## Werke (Auswahl)

### Tafelbilder (Auswahl)
- Großstadtinsel (Öl; 50 × 100 cm, 1975; ausgestellt 1977/1978 auf der VIII. Kunstausstellung der DDR)[3]
- Selbst als Soldat (Öl, 86 × 100 cm, 1975/1976)[4]
- Begegnung mit Wilhelm Pieck (Öl; 120 × 100 cm, 1977; ausgestellt 1977/1978 auf der VIII. Kunstausstellung der DDR)[5]
- Flughafen (Öl; 1980; ausgestellt 1982/1983 auf der IX. Kunstausstellung der DDR)[6]
- Bildnis Prof. Dr. E. Strack (Öl; 1986; Auftragswerk der Karl-Marx-Universität Leipzig; ausgestellt 1987/1988 auf der X. Kunstausstellung der DDR)[7]
- Porträt Sabine Paetz, Exweltrekordlerin (Öl; 1987; im Bestand des sächsischen Kunstfonds)[8]

### Druckgrafik (Auswahl)
- „Wir wenden uns, wie auch die Welt entzücke, der Enge zu, die uns allein beglücke“. Gedichte von Johann Wolfgang Goethe. (5 Kupferstiche; 1987; Verlag Karl Quarch, Leipzig)
- Sizilianische Anprobe. Kupferstich. 2007
- Parete per affissione. Kupferstich. 2012
- Kleist und die Leibgarde. Kupferstich. 2014

### Buchgestaltung (Auswahl)
Böttcher hat mit seiner Frau Bücher gestaltet und illustriert, z. T. mit Originalgrafiken, und in der Edition Pikanta herausgegeben, u. a.
- Roma Amor Roma Eterna. Reisebegleiter. 2007
- Grünes umbrisches Herz, Terra Piccola – Märchen. Reisebegleiter. 2008
- Art-Spaziergang / 4 Ein Bilder-Buch. 2011
- Alles neu macht der Mai. Reisebegleiter 2016 Pikanta in Italia. 2016
- Antike trifft Moderne. Reisebegleiter 2017 Pikanta in Italia. 2017

## Ausstellungen (Auswahl)
- 1978 Galerie am Markt, Naumburg (mit Brigida Böttcher)
- 1986 Kustodie der Universität Leipzig
- 2002 Schlossmuseum Zeitz
- 2004 cCe Galerie, Leuna (mit Brigida Böttcher)
- 2006 Alte Nikolaischule, Leipzig
- 2008 Schloss Neu-Augustusburg, Weißenfels
- 2009 Galerie Himmelreich, Magdeburg
- 2010 Galerie Schröder, Augsburg
- 2011 Schloss Altranstädt
- 2013 Schlossmuseum Arnstadt
- 2014 Kunstmuseum Schloss Merseburg
- 2016 Galerie Bartsch, München
- 2020 Kunstverein Halle